# Rokeya Sakhawat Hussain
Pour les articles homonymes, voir Hussain.
Rokeya Sakhawat Hussain ou Rokeya Sakhawat Hossain (1880 – 1932) est une écrivaine bengalie, notamment connue pour son travail en faveur de l'égalité des sexes. Elle a fondé la première école élémentaire dédiée aux filles et femmes musulmanes, qui existe toujours en 2009. Féministe musulmane reconnue, elle est citée comme influence par des écrivaines féministes contemporaines comme Taslima Nasrin et Sufia Kamal.
Née Roquia Khatun, elle fut plus tard Begum Roquia Sakhawat Hussain, Begum étant un terme honorifique donné en signe de respect à une femme de confession musulmane appartenant à la noblesse aux Indes. Dans ses textes en anglais, elle signait Rokeya.

## Biographie

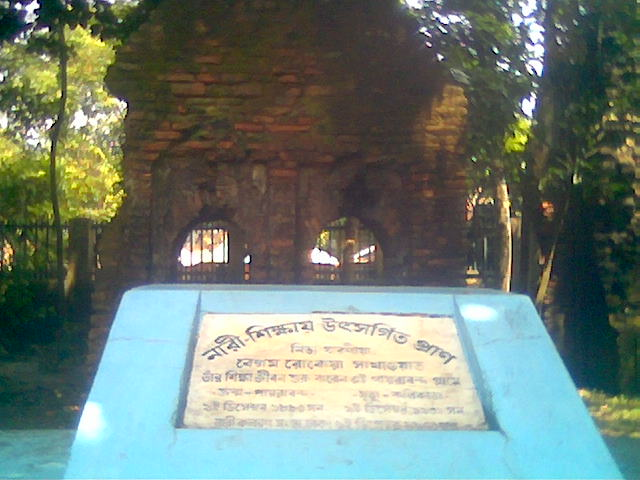
Lieu de naissance de Begum Roquia à Pairabondh, Rangpur

Roquia Khatun naquit en 1880, durant le Raj, dans le village de Pairāband, dans le district de Rangpur, au nord du Bengale et situé aujourd'hui au Bangladesh. Son père, Jahiruddin Muhammad Abu Ali Haidar Saber, était le zamindar (seigneur féodal) du pargana (en) de Pairāband. Roquia avait deux sœurs, Karimunnesa Khatun et Humayra Khatun ; ainsi que trois frères. Son frère ainé, Ibrahim, et sa sœur aînée Karimunnesa, ont tous deux eu une grand influence sur elle. Karimunnesa voulait étudier le bangla, langue majoritaire au Bengale. La famille désapprouvait car les familles musulmanes de classe élevée préféraient l'arabe et le persan comme langue de travail et d'éducation plutôt que le bangla, leur langue natale.
Ibrahim enseigna l'anglais et le bangla à Roquia et Karimunnesa.
Karimunnesa est mariée à 14 ans et devint connue plus tard comme poétesse. Ses deux fils, Nawab Abdul Karim Gaznawi et Nawab Abdul Halim Gaznawi, devinrent hommes politiques et eurent des ministères dans l'administration britannique. 
Roquia se maria à l'âge de 16 ans en 1896. Son époux, de langue urdu, Khan Bahadur Sakhawat Hussain, était magistrat délégué de Bhagalpur, aujourd'hui l'État indien du Bihar. Il encourage sa femme à poursuivre son éducation en anglais et bengali. Il lui suggère aussi d'écrire, et sur son conseil, elle adopte le bengali comme langue car langue de la masse. Son premier écrit, en 1902, s'intitule Pipasa (Soif).
Sa production littéraire est en bengali ou en anglais, et comporte plusieurs essais et quelques fictions.  Elle y décrit notamment avec humour et insolence l'absurdité de la société patriarcale. Une de ses œuvres les plus connues, Sultana's Dream, publiée initialement en 1905, traduite en français au début des années 2020, est une utopie littéraire, le rêve d'un pays paisible, le Ladyland, où les femmes gouvernent et où les hommes sont confinés dans le pendant masculin d'un harem,,. Outre son activité littéraire, elle s'investit particulièrement dans le domaine de l'éducation des jeunes femmes, créant une école pour filles,, et participe activement aux débats et conférences concernant la promotion des femmes jusqu'à sa mort, le 9 décembre 1932.

## Œuvres
- Rêve de Sultane, 2021 ((en) Sultana's Dream, 1905)Parue dans la revue Galaxies no 72. Publication en français :  Rêve de Sultane, dans Quatre rêves, une poétique militante, traduits et présentés par Leslie de Bont, Nantes, éditions Bardane, 2022, p. 77-97.  (ISBN 978-2-9541515-4-0)
- (en) Oborodhbashini
- (en) Motichur
- (en) Paddorag
- (en) Narir Adhikar